# كأس العالم للسيدات تحت 20 سنة 2026
كأس العالم لكرة القدم للسيدات تحت 20 سنة 2026 (Mistrzostwa Świata FIFA U-20 Kobiet Polska 2026) ستكون النسخة 12 من بطولة كأس العالم لكرة القدم للسيدات تحت 20 سنة، وهي بطولة الشباب الدولية التي تُنظم كل سنتين وتتنافس عليها الفرق الوطنية تحت 20 سنة من الجمعيات الأعضاء في الاتحاد الدولي لكرة القدم. سيتم استضافتها من قبل بولندا. ستكون هذه المرة الثانية التي تستضيف فيها بولندا بطولة من بطولات الفيفا بعد استضافتها لكأس العالم لكرة القدم تحت 20 سنة للرجال في 2019. كما ستكون المرة الأولى التي تستضيف فيها بولندا بطولة من بطولات الفيفا للسيدات.

## اختيار الدولة المضيفة
تم الإعلان عن بولندا كمضيف لكأس العالم للسيدات تحت 20 سنة لعام 2026 بعد اجتماع مجلس الفيفا في 17 ديسمبر 2023 في جدة، السعودية.

## الفرق المؤهلة
يتأهل ما مجموعه 24 فريقًا للبطولة النهائية. بالإضافة إلى بولندا التي تأهلت تلقائياً كمضيفين، تتأهل الفرق الـ23 الأخرى من ست مسابقات قارية منفصلة.
| الكونفدرالية                                                  | البطولة المُؤهلة                                      | الفريق     | المشاركة | آخر مشاركة | الأداء في آخر مشاركة |
| ------------------------------------------------------------- | ---------------------------------------------------- | ---------- | -------- | ---------- | -------------------- |
| الاتحاد الآسيوي لكرة القدم (آسيا) (4 فرق)                     | بطولة آسيا للسيدات تحت 20 سنة 2026                   | يحدد لاحقا |          |            |                      |
| الاتحاد الآسيوي لكرة القدم (آسيا) (4 فرق)                     | بطولة آسيا للسيدات تحت 20 سنة 2026                   | يحدد لاحقا |          |            |                      |
| الاتحاد الآسيوي لكرة القدم (آسيا) (4 فرق)                     | بطولة آسيا للسيدات تحت 20 سنة 2026                   | يحدد لاحقا |          |            |                      |
| الاتحاد الآسيوي لكرة القدم (آسيا) (4 فرق)                     | بطولة آسيا للسيدات تحت 20 سنة 2026                   | يحدد لاحقا |          |            |                      |
| الاتحاد الإفريقي لكرة القدم (أفريقيا) (4 فرق)                 | تصفيات كأس العالم للسيدات تحت 20 سنة في أفريقيا 2026 | يحدد لاحقا |          |            |                      |
| الاتحاد الإفريقي لكرة القدم (أفريقيا) (4 فرق)                 | تصفيات كأس العالم للسيدات تحت 20 سنة في أفريقيا 2026 | يحدد لاحقا |          |            |                      |
| الاتحاد الإفريقي لكرة القدم (أفريقيا) (4 فرق)                 | تصفيات كأس العالم للسيدات تحت 20 سنة في أفريقيا 2026 | يحدد لاحقا |          |            |                      |
| الاتحاد الإفريقي لكرة القدم (أفريقيا) (4 فرق)                 | تصفيات كأس العالم للسيدات تحت 20 سنة في أفريقيا 2026 | يحدد لاحقا |          |            |                      |
| كونكاكاف (أمريكا الشمالية والوسطى والكاريبي) (4 فرق)          | بطولة كونكاكاف للسيدات تحت 20 سنة 2025               | يحدد لاحقا |          |            |                      |
| كونكاكاف (أمريكا الشمالية والوسطى والكاريبي) (4 فرق)          | بطولة كونكاكاف للسيدات تحت 20 سنة 2025               | يحدد لاحقا |          |            |                      |
| كونكاكاف (أمريكا الشمالية والوسطى والكاريبي) (4 فرق)          | بطولة كونكاكاف للسيدات تحت 20 سنة 2025               | يحدد لاحقا |          |            |                      |
| كونكاكاف (أمريكا الشمالية والوسطى والكاريبي) (4 فرق)          | بطولة كونكاكاف للسيدات تحت 20 سنة 2025               | يحدد لاحقا |          |            |                      |
| كونميبول (أمريكا الجنوبية) (4 فرق)                            | بطولة أمريكا الجنوبية للسيدات تحت 20 سنة 2026        | يحدد لاحقا |          |            |                      |
| كونميبول (أمريكا الجنوبية) (4 فرق)                            | بطولة أمريكا الجنوبية للسيدات تحت 20 سنة 2026        | يحدد لاحقا |          |            |                      |
| كونميبول (أمريكا الجنوبية) (4 فرق)                            | بطولة أمريكا الجنوبية للسيدات تحت 20 سنة 2026        | يحدد لاحقا |          |            |                      |
| كونميبول (أمريكا الجنوبية) (4 فرق)                            | بطولة أمريكا الجنوبية للسيدات تحت 20 سنة 2026        | يحدد لاحقا |          |            |                      |
| اتحاد أوقيانوسيا لكرة القدم (أوقيانوسيا) (2 فرق)              | بطولة أوقيانوسيا للسيدات تحت 19 سنة 2025             | يحدد لاحقا |          |            |                      |
| اتحاد أوقيانوسيا لكرة القدم (أوقيانوسيا) (2 فرق)              | بطولة أوقيانوسيا للسيدات تحت 19 سنة 2025             | يحدد لاحقا |          |            |                      |
| الاتحاد الأوروبي لكرة القدم (أوروبا) (الدولة المضيفة + 5 فرق) | البلد المصيف                                         | بولندا     | الأولى   | لا يوجد    | أول ظهور             |
| الاتحاد الأوروبي لكرة القدم (أوروبا) (الدولة المضيفة + 5 فرق) | بطولة أوروبا للسيدات تحت 19 سنة 2025                 | يحدد لاحقا |          |            |                      |
| الاتحاد الأوروبي لكرة القدم (أوروبا) (الدولة المضيفة + 5 فرق) | بطولة أوروبا للسيدات تحت 19 سنة 2025                 | يحدد لاحقا |          |            |                      |
| الاتحاد الأوروبي لكرة القدم (أوروبا) (الدولة المضيفة + 5 فرق) | بطولة أوروبا للسيدات تحت 19 سنة 2025                 | يحدد لاحقا |          |            |                      |
| الاتحاد الأوروبي لكرة القدم (أوروبا) (الدولة المضيفة + 5 فرق) | بطولة أوروبا للسيدات تحت 19 سنة 2025                 | يحدد لاحقا |          |            |                      |
| الاتحاد الأوروبي لكرة القدم (أوروبا) (الدولة المضيفة + 5 فرق) | بطولة أوروبا للسيدات تحت 19 سنة 2025                 | يحدد لاحقا |          |            |                      |

## الأماكن
ستحدد لاحقاً

## روابط خارجية
- الموقع الرسمي